# FBC Melgar
Der Foot Ball Club Melgar ist ein Fußballverein aus der peruanischen Millionenstadt Arequipa. Der 1915 gegründete Klub spielt seit 1971 ununterbrochen in der Primera División, der höchsten Spielklasse des Landes und gewann 1981 sowie 2015 die Meisterschaft.

## Geschichte
Der FBC Melgar wurde am 25. März 1915 gegründet und nach dem Poeten Mariano Melgar (1790–1815), einem Helden der peruanischen Unabhängigkeitsbewegung, benannt. 1919 gastierte der FBC Melgar erstmals in der rund 750 km entfernten Hauptstadt Lima. Erste internationale Erfahrungen sammelte der Verein 1930 bei einer Reise nach Chile.
In den Jahren 1928–1929 und zwischen 1962 und 1970 gewann FBC Melgar insgesamt neun Mal die Primera Division de Arequipa, wobei diese Titel ab 1966 zur Teilnahme an der nationalen Meisterschaft qualifizierten. 1971 wurde Melgar Erster der Copa Perú, wie die zweite Liga seinerzeit genannt wurde, und gehört seither ununterbrochen der Primera División Peruana, der höchsten Spielklasse Perus, an. Dort konnte sich der FBC Melgar 1981 zum ersten Mal den Titel des Meisters von Peru sichern.
Dieser Titel sowie eine Vizemeisterschaft 1983 qualifizierten den Verein zwei Mal für die Teilnahme an der Südamerikameisterschaft Copa Libertadores des folgenden Jahres, Melgar konnte aber dort nicht beeindrucken und schied jeweils bereits in der Gruppenphase aus.
Auch bei den Teilnahmen an der Copa Conmebol 1998 und an der Copa Sudamericana 2013 und 2015 war jeweils bereits in der ersten Runde Schluss. Bei der Austragung 2015 schaffte Melgar nach einer 0:5-Hinspielniederlage gegen den kolumbianischen Verein Junior im Rückspiel fast noch ein Wunder. Mit einem 4:0 verpasste Melgar knapp die Einstellung des Ergebnisses des Hinspiels.
Mit Genaro Neyra 1985 mit 22 Toren, Juvenal Briceño (1986/16), Ysrael Zúñiga (1999/32), Fabián Artime (2002/24), Gabriel García (2004/35), Bernardo Cuesta (2018/19) und Luis Iberico (2020/21) konnte Melgar sieben Mal den Torschützenkönig der Meisterschaft stellen.
In 2015 wurde der FBC Melgar zum zweiten Mal in seiner Geschichte nationaler Meister. Im Finale gelang dem Team ein 2:2 bei Sporting Cristal, das Rückspiel konnte Melgar durch das entscheidende Tor in der 90. Minute mit 3:2 für sich entscheiden.
Bedeutendere lokale Konkurrenten Melgars in Arequipa waren in der jüngeren Geschichte unter anderem in den 1970ern Sportivo Huracán und im ersten Jahrzehnt des 21. Jahrhunderts Atlético Universidad und der Total Chalaco, vormals bekannt als Total Clean, der seither die Stadt verlassen hat. Allen dieser drei Klubs gelang es dabei jeweils einmal den peruanischen Pokal zu gewinnen.

## Stadion
Seine Heimspiele trägt der Verein im 1993 eröffneten Estadio Monumental de la UNSA aus, das über Plätze für 40.217 Zuschauer verfügt.

## Erfolge
- Meister: 1981, 2015
- Peruanischer Vizemeister: 1983, 2016,  2022
- Copa Perú: 1971
- Primera División de Arequipa: 1928, 1929, 1962, 1964, 1965, 1967, 1968, 1969, 1970
- Teilnahme an der Copa Libertadores: 7×

1982: erste Runde
1984: erste Runde
2016: Gruppenphase
2017: Gruppenphase
2018: 2. Qualifikationsrunde
2019: Gruppenphase
2023:
- Teilnahme an der Copa Conmebol: 1×

1998: erste Runde
- Teilnahme an der Copa Sudamericana: 4×

2013: erste Runde
2015: erste Runde
2019: zweite Runde (Qualifikation als Gruppendritter der Copa Libertadores)
2020: zweite Runde